# 尚金锁
尚金锁（1951年—），河北柏乡人，汉族，中华人民共和国政治人物。

## 生平
毕业于河北广播电视大学，加入中国共产党，担任河北省柏乡国家粮食储备库主任。2008年起担任全国人大代表。2013年，被选为全国人大代表。2018年2月24日，当选为第十三届全国人大代表。